# イザナミ (小惑星)
イザナミ (10227 Izanami) は、太陽系の小惑星のひとつ。火星と木星の間にある小惑星帯の比較的外側を公転している。静岡県函南町の月光天文台で発見された。

## 命名
発見者の一人の浦田武により、日本神話に登場する女神の一人であるイザナミノミコト（伊弉冉尊、伊邪那美命、伊弉弥命）から命名された。イザナミは夫であるイザナキノミコト（伊弉諾尊、伊邪那岐命）と共に日本列島を創造したとされている。